# Dicranomyia albitarsis
Dicranomyia albitarsis är en tvåvingeart som beskrevs av Alexander 1915. Dicranomyia albitarsis ingår i släktet Dicranomyia och familjen småharkrankar. Inga underarter finns listade i Catalogue of Life.